# Parque Quase-Nacional Chōkai
O Parque Quase-Nacional Chōkai é um parque quase-nacional localizado nas prefeituras japonesas de Akita e Yamagata. Estabelecido em 24 de julho de 1963, tem uma área de 28 373 hectares.